# خوان کوبیان
خوان کوبیان (انگلیسی: Juan Cobián؛ زادهٔ ۱۱ سپتامبر ۱۹۷۵) بازیکن فوتبال اهل آرژانتین است.
از باشگاه‌هایی که در آن بازی کرده‌است می‌توان به باشگاه فوتبال چارلتون اتلتیک، باشگاه فوتبال سوئیندون تاون، باشگاه فوتبال بوکا جونیورز، باشگاه فوتبال آبردین، باشگاه فوتبال شفیلد ونزدی، و باشگاه فوتبال اتلتیکو هوراکان اشاره کرد.